# Okarec
Okarec település Csehországban, a Třebíči járásban. Okarec Ocmanice, Vícenice u Náměště nad Oslavou, Třesov, Hartvíkovice, Studenec és Zahrádka településekkel határos. Lakosainak száma 106 fő (2024. január 1.).

## Népesség
A település lakosságának változását az alábbi diagram mutatja:
| Lakosok száma | 139  | 195  | 210  | 161  | 150  | 126  | 115  | 117  | 110  | 106  |
|               | 1869 | 1890 | 1921 | 1950 | 1980 | 2001 | 2017 | 2019 | 2022 | 2024 |